# Ulises Carrión
Ulises Carrión, né en 1941 à San Andrés Tuxtla au Mexique et mort en 1989 à Amsterdam (Pays-Bas), est considéré comme « peut-être l'artiste conceptuel le plus connu du Mexique ». 
Il est reconnu pour son rôle décisif dans la définition et la conceptualisation du livre d'artiste comme genre artistique, à travers son manifeste Le nouvel art de faire des livres (1975). Ses activités couvrent aussi bien l'art, la théorie ou des initiatives indépendantes. Cela comprend non seulement un grand nombre de bookworks – terme qu'il utilise pour parler de livres d'artiste – œuvres d'art uniques, mais aussi des performances, des films, des vidéos, des œuvres sonores, plusieurs projets éditoriaux et de commissariat d'exposition, quelques projets publics, ainsi que divers travaux réalisés au sein de la communauté internationale de mail artists, au cours de sa période la plus créative.

## Biographie
Carrión est né en 1941 à San Andres Tuxtla (État du Veracruz) au Mexique. Après des études de philosophie et de littérature l'université nationale autonome du Mexique, il commence sa carrière comme écrivain. En 1964, il obtient une bourse pour poursuivre ses études à la Sorbonne à Paris. Peu après, il part étudier à l'Institut Goethe d'Achenmühle, en Allemagne, et à Leeds, en Angleterre, où il apprend la langue et la littérature anglaise à l'université dont il obtiendra un diplôme. 
En 1972, il s'installe définitivement à Amsterdam où il cofonde l'In-Out Center (1972-1975). En 1975, il crée Other Books and So, le premier espace de son genre consacré à tous les types de publications d'artistes, qui deviendra en 1979 The Other Books and So Archive. Il est également le cofondateur de la Vereniging van Videokunstenaars, plus tard Time Based Arts (1983-1993) à Amsterdam. En 1984, il obtient la nationalité hollandaise. 
Il meurt en 1989 des suites du VIH à Amsterdam.

## Expositions
- Die Neue Kunst des Büchermachens, Weserburg, Brême, 1992
- We have won! Haven't we?, Musée Fodor, Amsterdam, 1992
- ¿Mundos personales o estrategias culturales?, Museo de Arte Carrillo Gil, Mexico, 2002
- Ulises Carrión e a sua Livraria, Fondation de Serralves, Porto, 2010[3]
- Gossip, Scandal and Good Manners: Works by Ulises Carrión, The Showroom, Londres, 2010[4]
- Dear Reader. Don't Read, Museo Nacional Centro de Arte Reina Sofía, Madrid, 2016[5]Musée Jumex, Mexico, 2017[6]

## Livres d'artiste et autres écrits (sélection)
- De Bookworks à Mailworks, d'autres livres et donc, Amsterdam, 1978
- Cres, Auto-édité, Amsterdam, 1978
- The Muxlows, Verlaggalerie Leaman, Düsseldorf, 1978
- Mirror box, Stempelplaats Amsterdam, 1979
- Timbre En Caoutchouc Livres, Lomholt Formula Press, Odder, 1979
- Namur en adressen, Agora – Studio, Maastricht, 1980
- Second Thoughts, VOID Distributors, Amsterdam, 1980
- Ulises Carrión et Agius Juan J., Ed., Beeld Boeken, Galerie da Costa, Amsterdam, 1980
- Ulises Carrión et Crozier Robin, et al, Kunst in der Öffentlichkeit, Marode Éditions, Wurtzbourg, 1981
- Le nouvel art de faire des livres, Nicosie : mer Égée éditions, 2001.